# Robert Maxwell
Robert Maxwell (Slatinské Doly, 10 juni 1923 – Canarische Eilanden, 5 november 1991) was een Tsjechisch-Britse fraudeur, mediamagnaat en lid van het Britse Lagerhuis. Na zijn dood werden enorme ongerijmdheden in de financiën van zijn bedrijven aan het licht gebracht, waaronder de frauduleuze verduistering van het pensioenfonds van de Mirror Group.
Maxwell werd als Ján Ludvík Hoch geboren in een Jiddisch sprekende familie. Zijn familie kwam in 1944 grotendeels om in Auschwitz, maar hijzelf was in 1940 al naar Groot-Brittannië gevlucht, waar hij een jaar later in het Britse leger ging en in 1945 met de rang van kapitein het Military Cross ontving. Op 5 november 1991 viel Robert Maxwell tijdens een vakantie overboord van het luxe jacht de Lady Ghislaine en verdronk. Maxwell trok zijn bedrijven (inclusief het pensioenfonds van zijn eigen werknemers) leeg voor een indicatief bedrag van 1,2 miljard dollar.
Maxwells dood veroorzaakte de ineenstorting van zijn uitgeversimperium toen banken terugbetaling van leningen eisten. Zijn zonen probeerden kort het bedrijf bij elkaar te houden, maar dat mislukte toen het nieuws bekend werd dat de oudste Maxwell honderden miljoenen ponden had gestolen van de pensioenfondsen van zijn eigen bedrijf. De Maxwell-bedrijven hebben in 1992 faillissementsbescherming aangevraagd.

## Privé
Maxwell trouwde in 1945 met Elisabeth "Betty" Meynard, een Franse lector en hugenoot van afkomst. Het paar kreeg negen kinderen in de loop van zestien jaren: Michael, Philip, Ann, Christine, Isabel, Karine, Ian, Kevin en Ghislaine.
Dochter Karine stierf op 3-jarige leeftijd aan leukemie. Zoon Michael raakte in coma na een auto-ongeluk in 1961 op zijn vijftiende, waaraan hij zeven jaar later overleed. In 2020 werd Ghislaine veroordeeld tot 20 jaar gevangenis voor mensenhandel en als medeplichtige bij het seksueel misbruik door Jeffrey Epstein.
Vijf van zijn kinderen, Christine, Isabel, Ian, Kevin en Ghislaine schakelde hij later in zijn bedrijven in.
Volgens The Times had hij een speciale relatie met zijn jongste en favoriete dochter Ghislaine Maxwell. Hij nodigde haar in 1986 als verrassing uit voor de doop van zijn - op een Nederlandse scheepswerf gebouwde - luxe jacht, dat hij naar haar vernoemde.